# Jaan Künnap

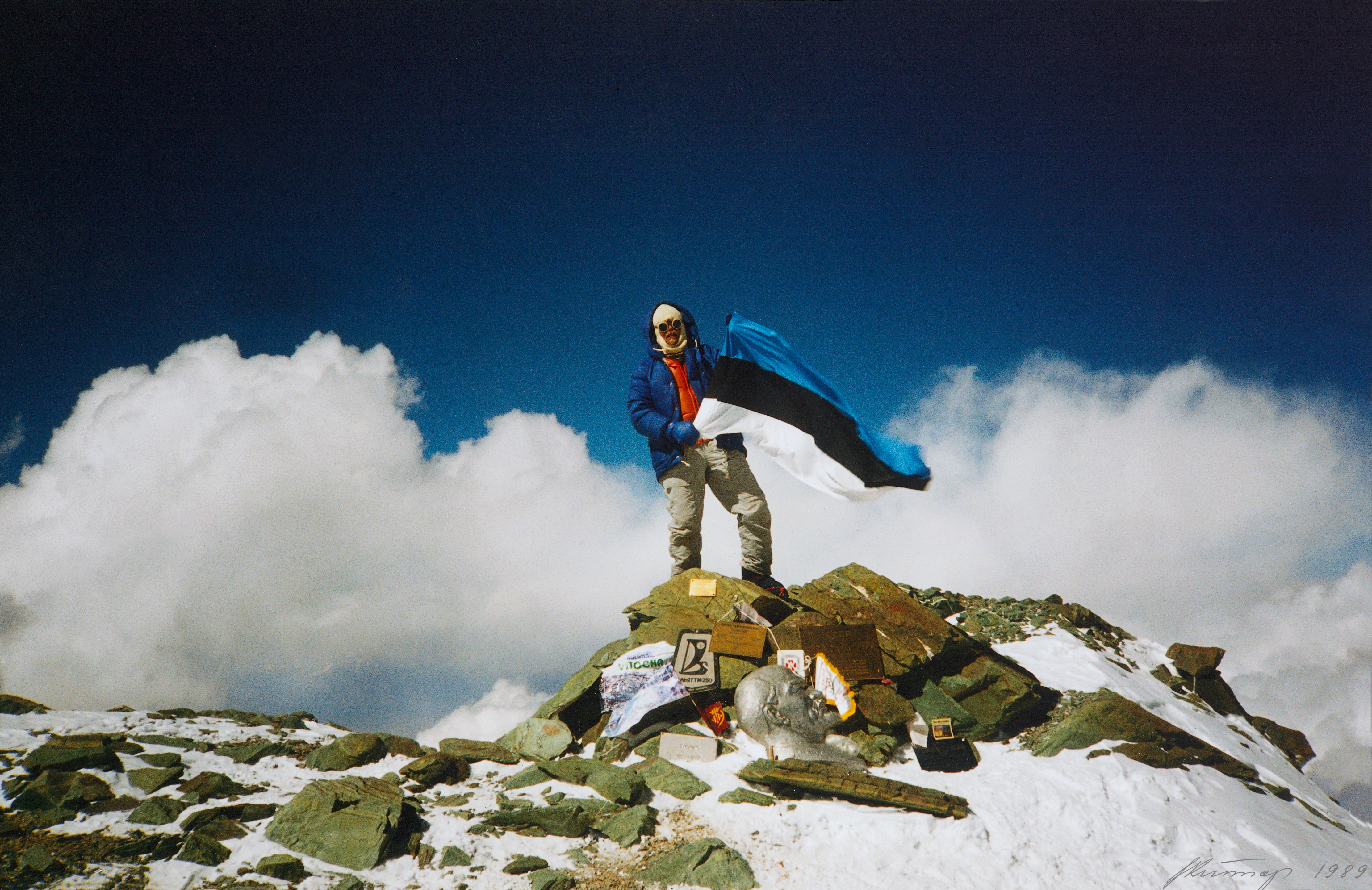
Jaan Künnap na vrcholu Pik Lenina (7134 m)

Jaan Künnap (* 9. února 1948, Kõue) je estonský horolezec, fotograf a sportovní trenér.

## Životopis
Künnap chodil do školy v Kose i v Tallinnu, kde žije od roku 1969.
V letech 1971–1994 pracoval jako hlubinný potápěč na záchranné lodi. Během této doby zaznamenal více než 3 000 hodin času potápění a zaznamenal hloubky až 80 m.
Vylezl na vrchol více než 150 hor. Künnap získal v roce 1987 cenu Sněžný Leopard, v roce 1999 o něm byl natočen film se stejným názvem (Lumeleopard; 1999). V letech 1983 až 1988 byl prezidentem Tallinského alpinistického klubu a od roku 1999 vede horolezecký klub, který nese jeho jméno.
Vylezl na vrchol několika sedmitisícovek (a v případě některých z nich, jako je nejvyšší hora Tádžikistánu Qullai Ismoili Somoni, dosáhl úspěšně několikrát). Technicky vyšplhal přes 8 000 m; na vrchol osmitisícovky však úspěšně nedosáhl. Během svého výstupu na Čo Oju, osmistisícovku, na kterou vylezl, vystoupil nad 8 000 m, ale začal sestupovat, než dosáhl vrcholu.
Künnap se zúčastnil více než padesáti výstav fotografií a vystoupil na stupních vítězů v mnoha fotografických soutěžích. Je autorem dvou knih a producentem několika dokumentů. Od roku 1998 pracoval jako fotograf v Tallinském městském muzeu. Přidal také stovky fotografií na Wikipedii a byl vybrán jako nejlepší Wikifotograf roku 2019 v Estonsku.

## Ocenění
V roce 1987 obdržel cenu Sněžný leopard společně s Kalevem Muru a Alfredem Lõhmusem.
V roce 2001 byl poctěn 3. třídou Řádu estonského Červeného kříže.

## Dílo

### Fotografie

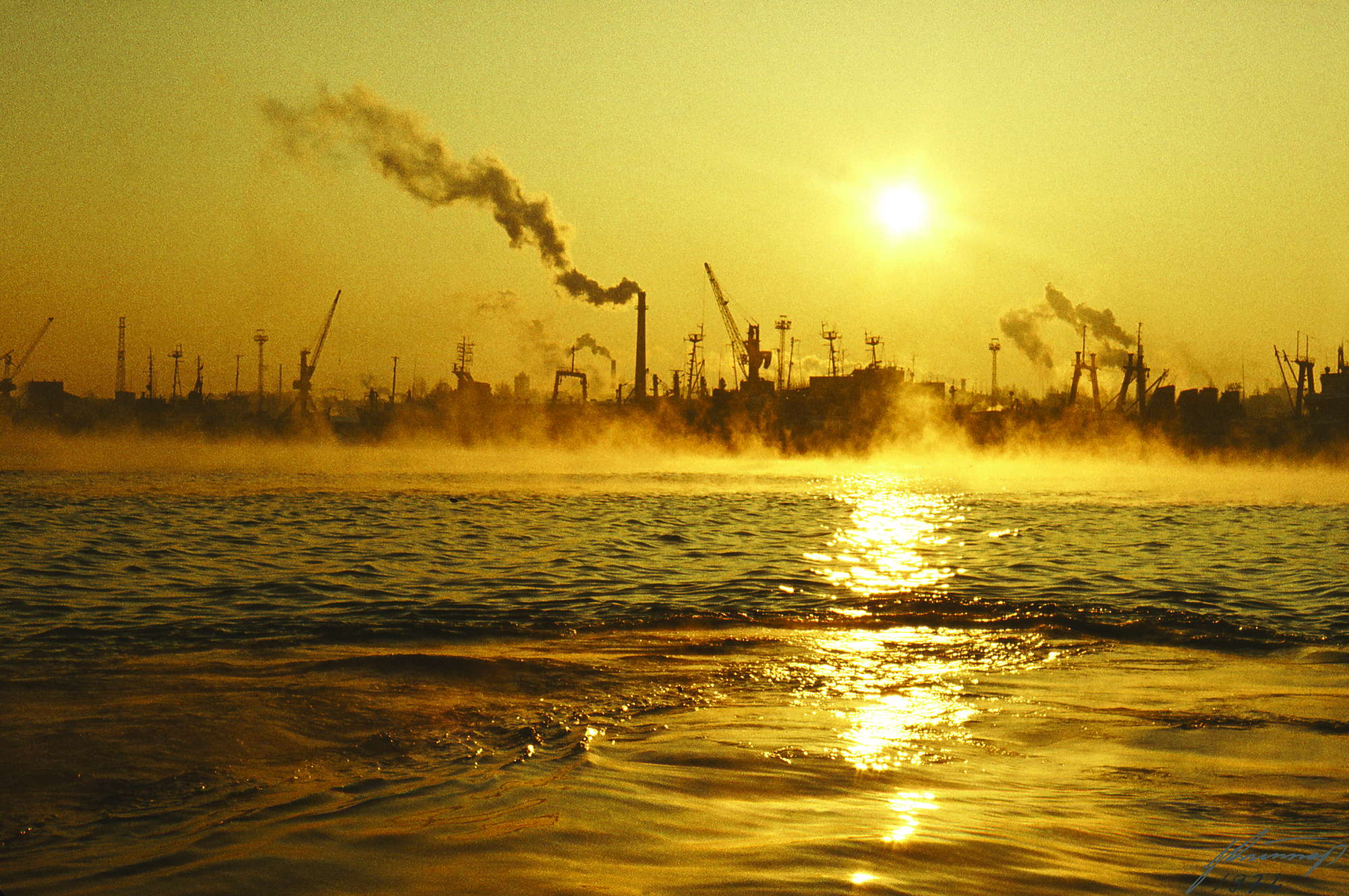
Paljassaare Harbour (1974)
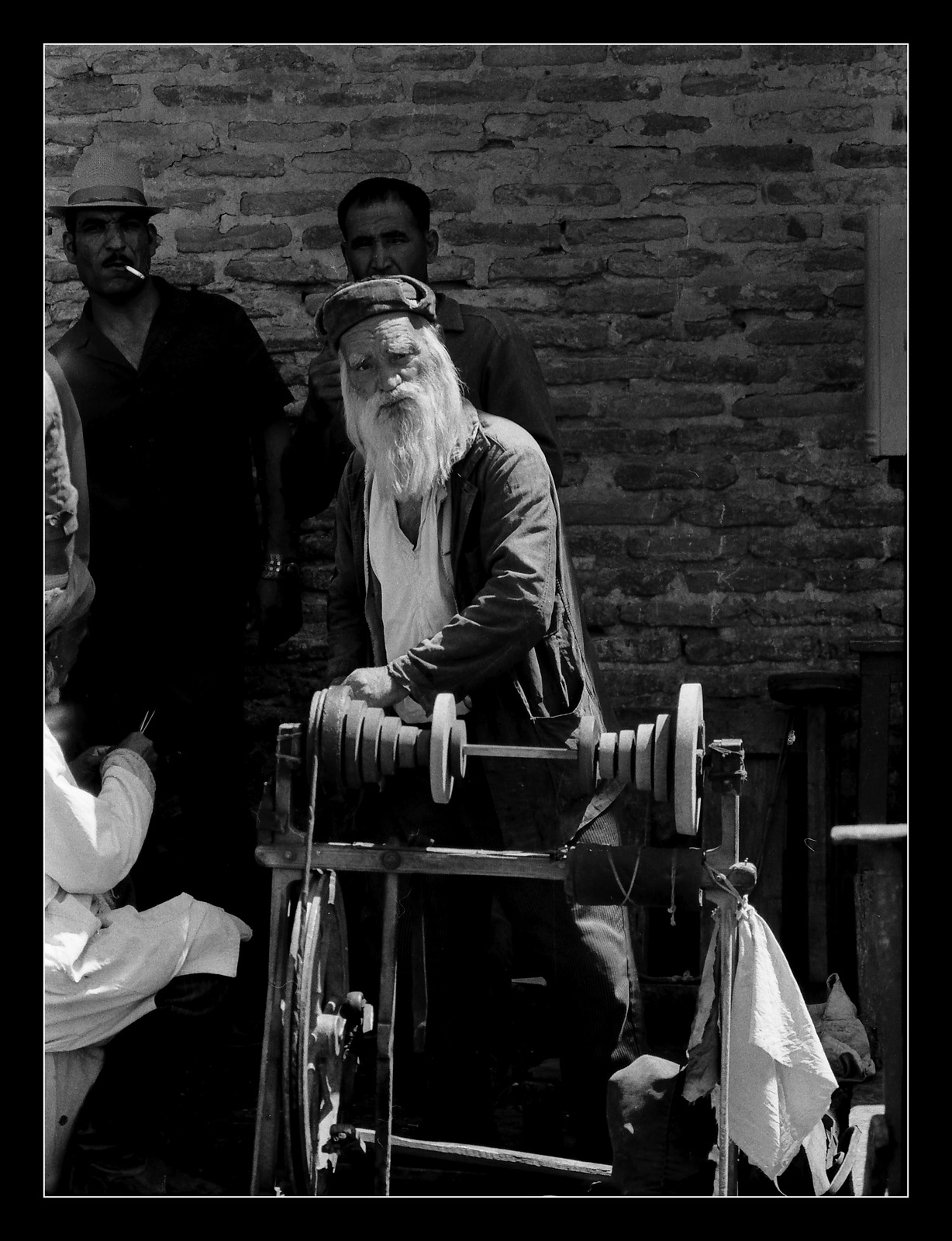
„Käiaja“ (1977)
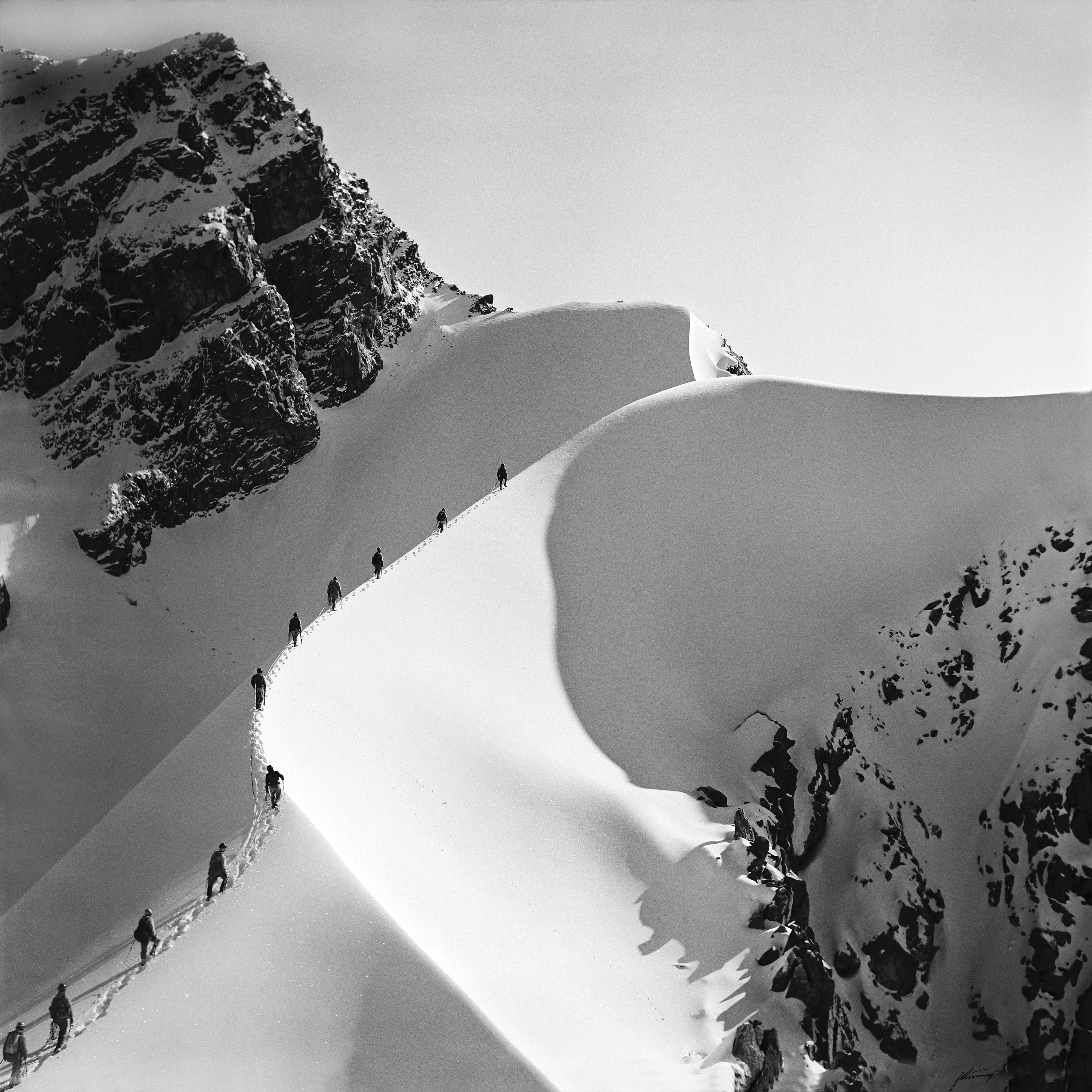
Horolezci stoupající do horského sedla Ullu-Tau Range v oblasti pohoří Kavkaz v ruské republice Kabardsko-Balkarsko, 1983
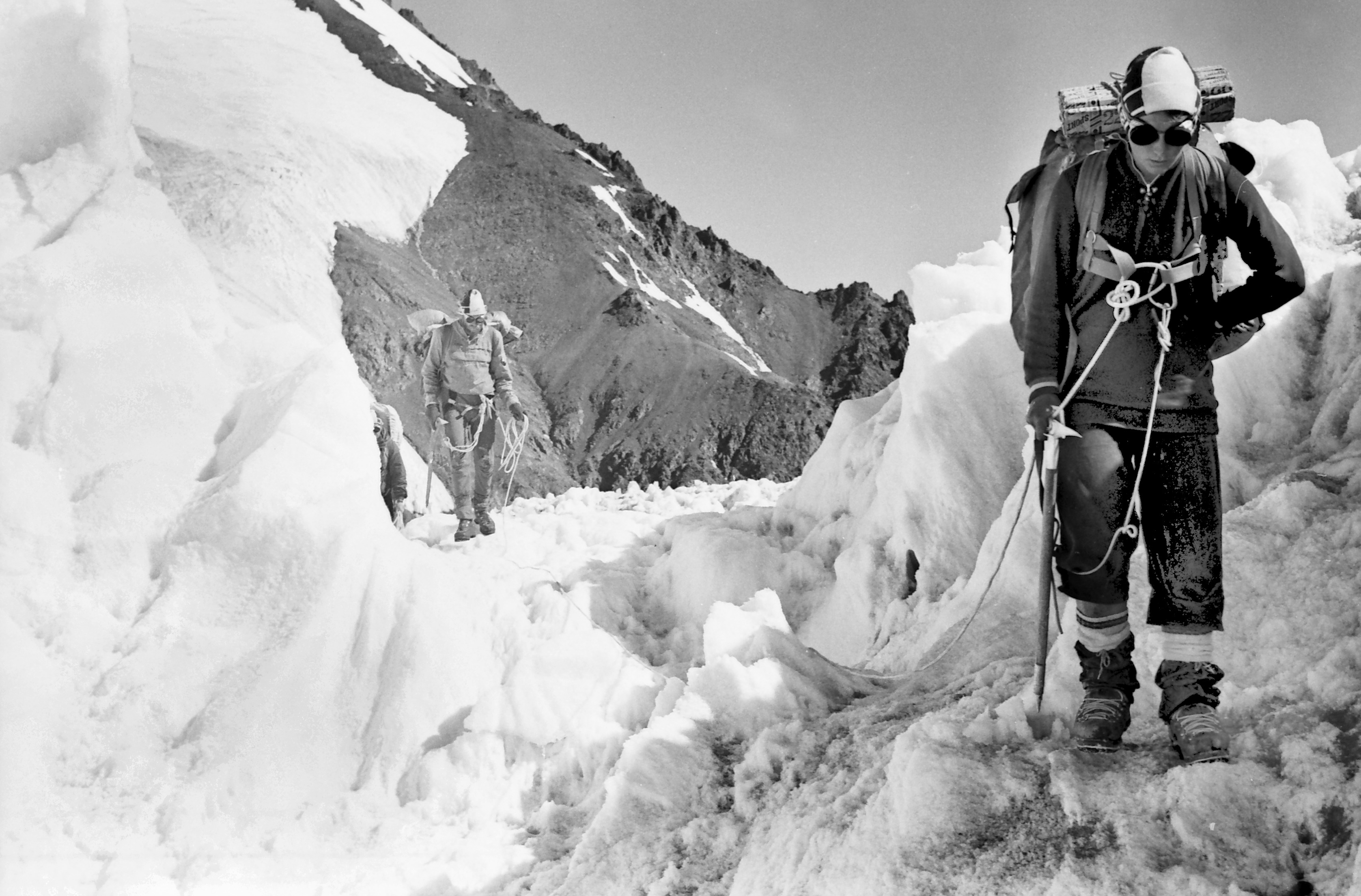
Expedice na Tartu Ülikool 350, 1982
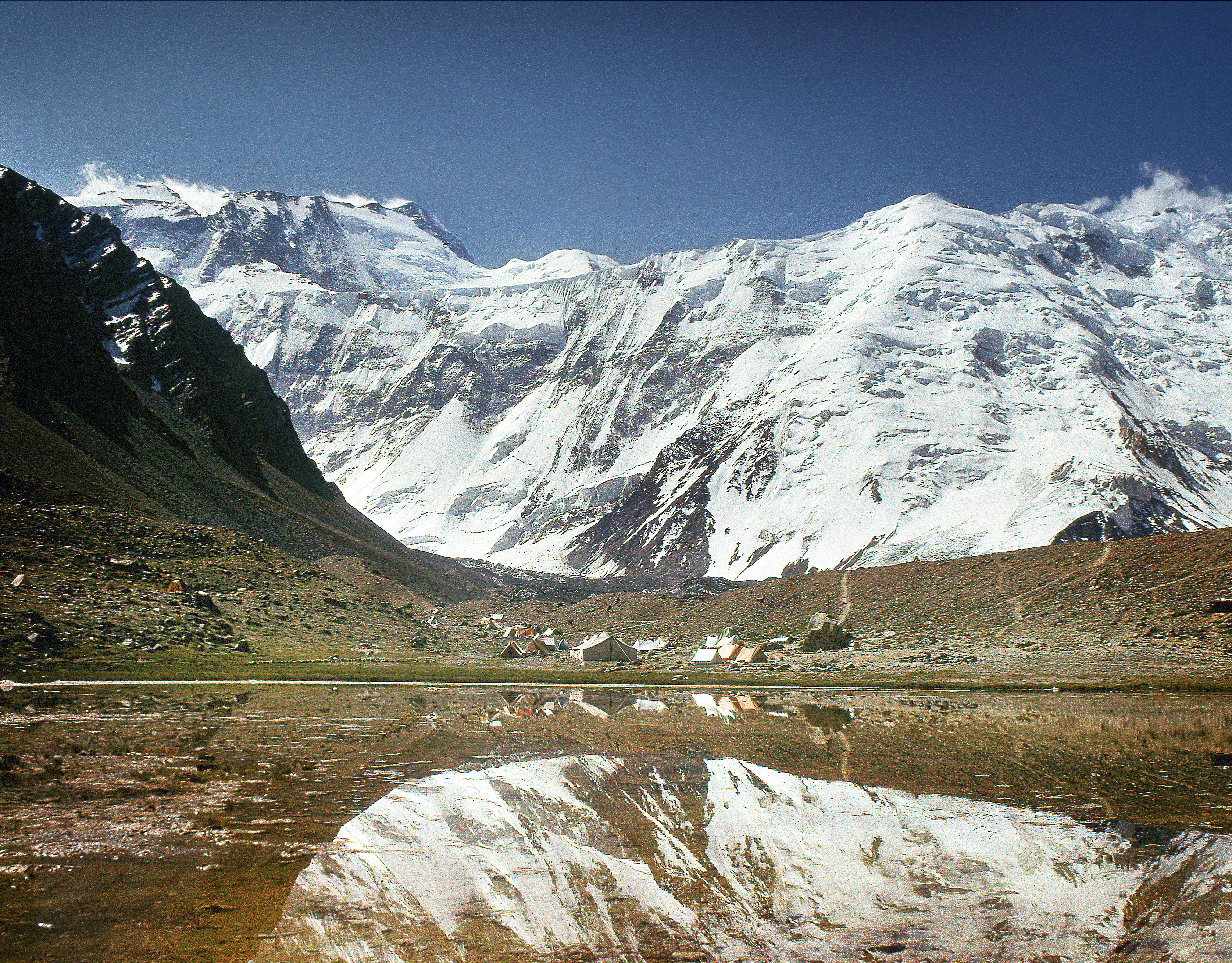
Vrchol Ismail Samani, 1986
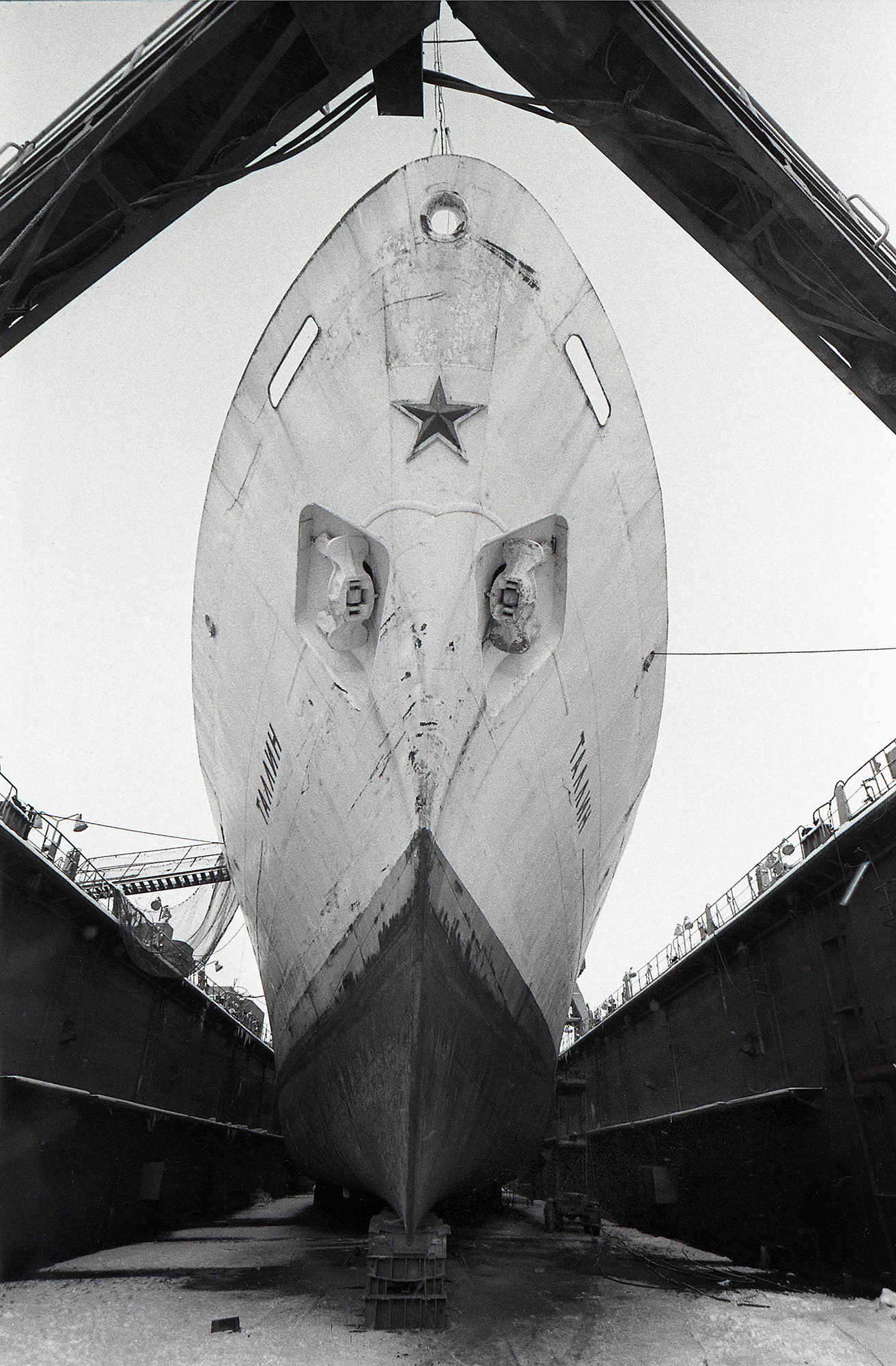
Tallinn (loď), 1986
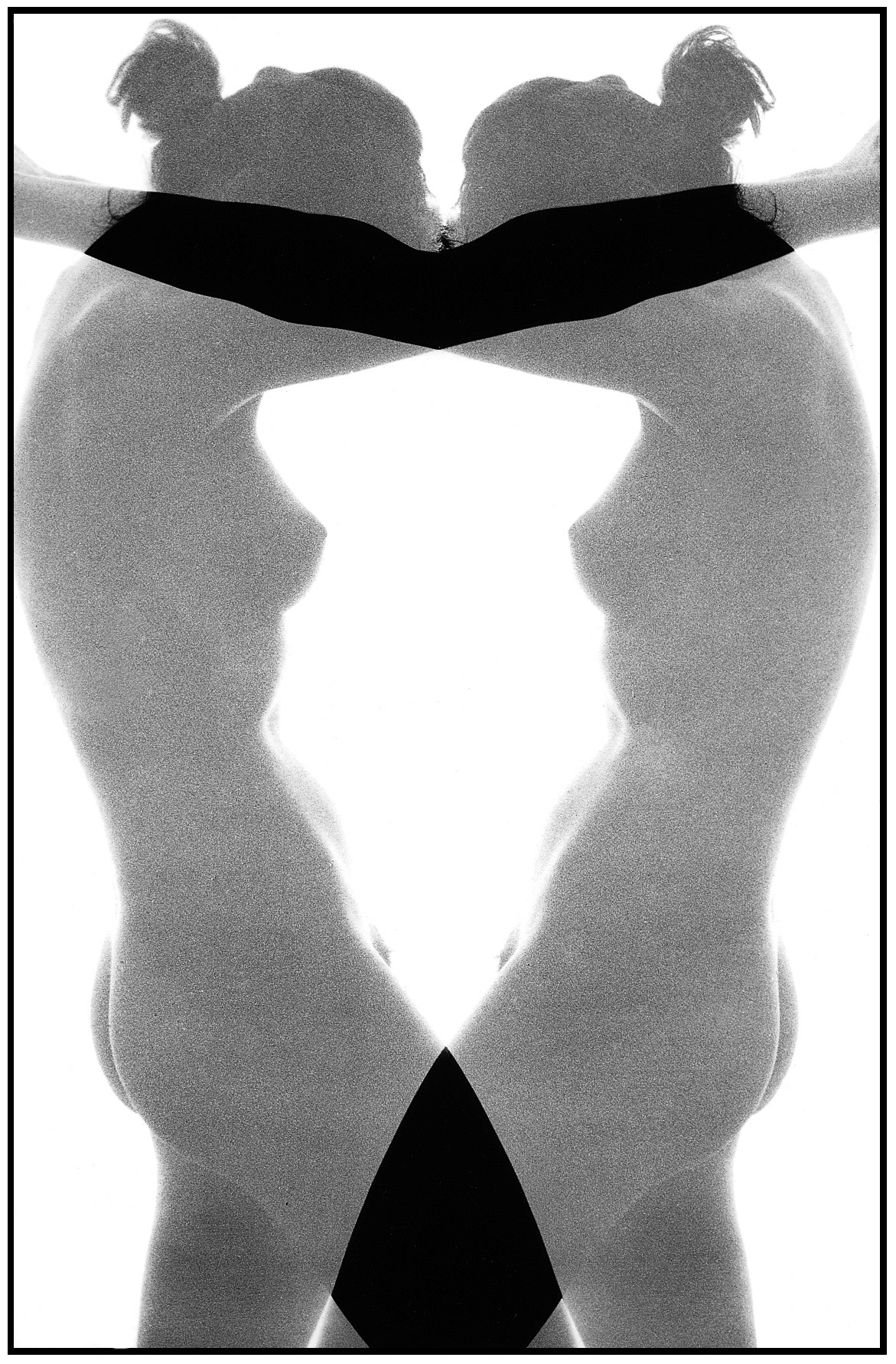
Aktikompositsioon 19 (Aktová kompozice 19 ; 1988)
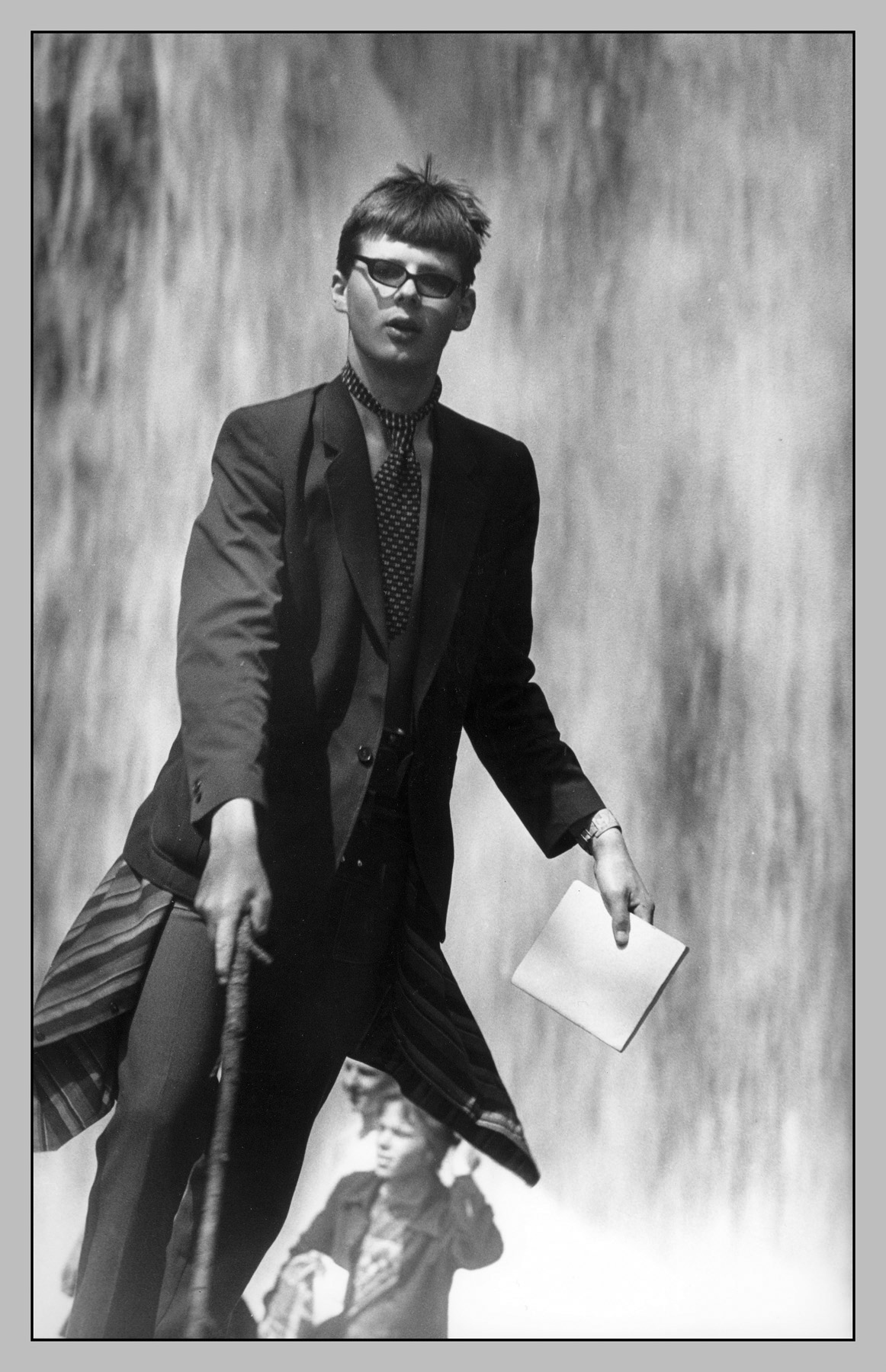
„Tormide, tungide aastad“ (Roky bouří a nutkání ; 1981)
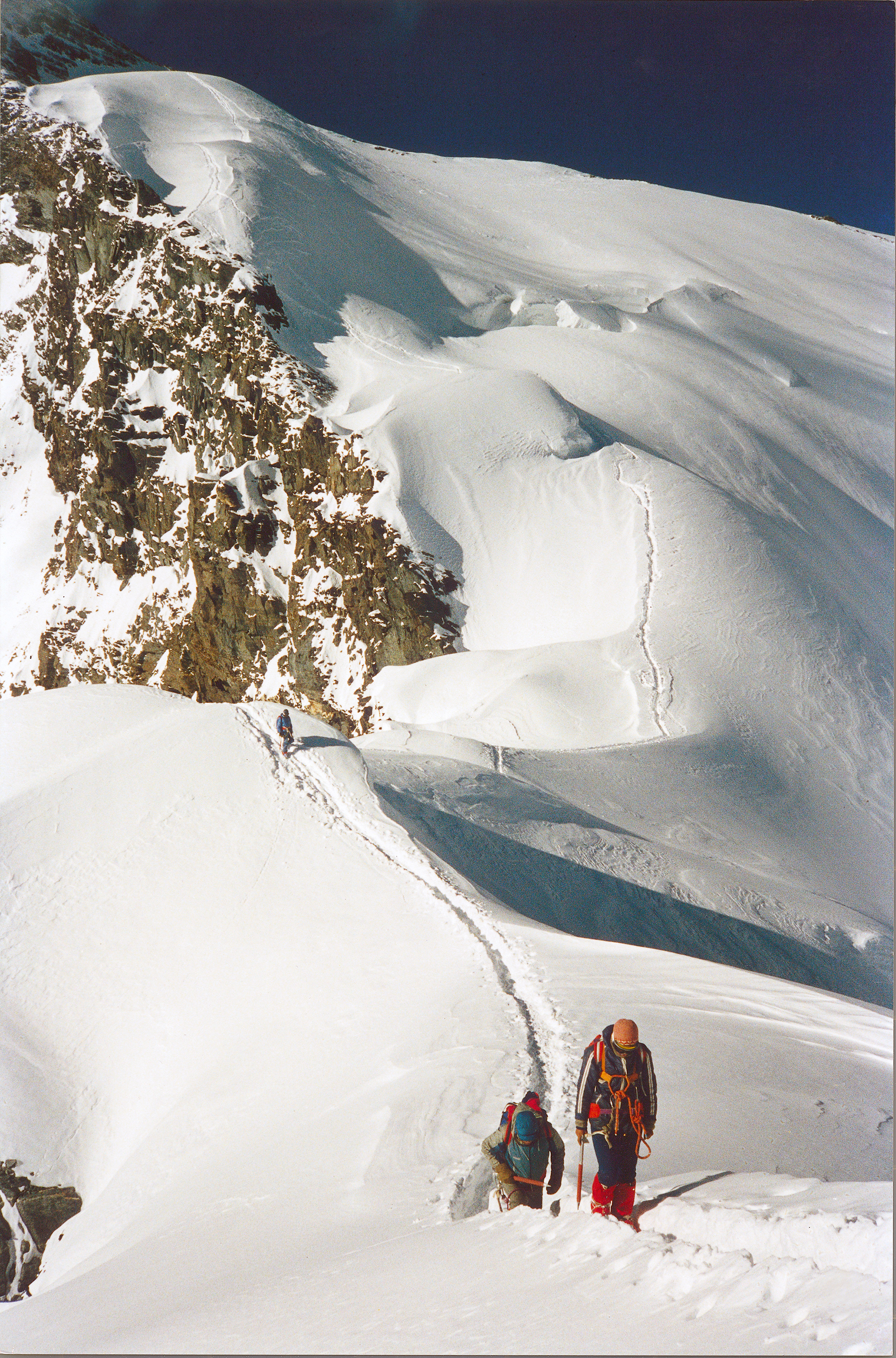
Sestup z vrcholu Korženevské (1990)
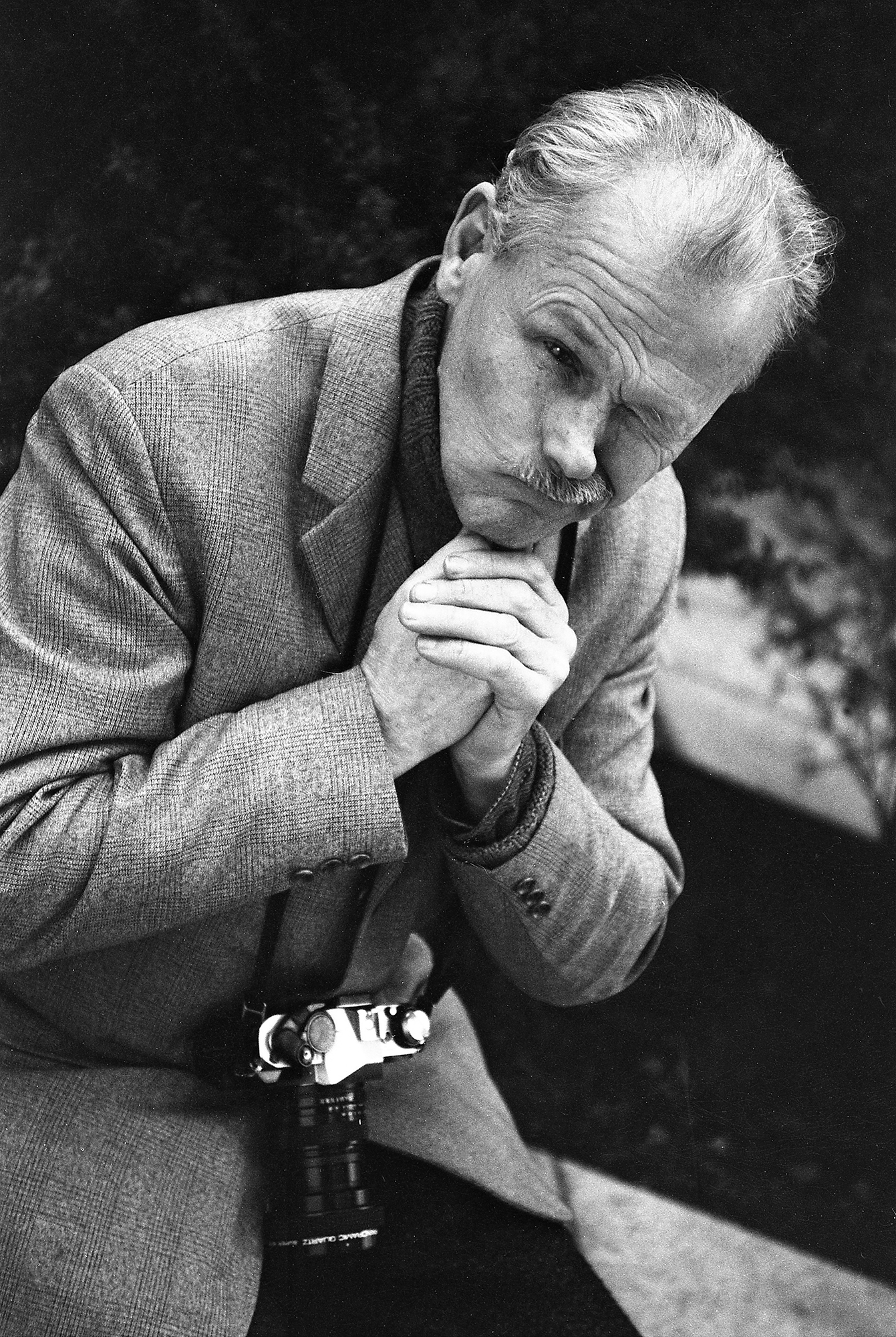
Kalju Suur, 1992
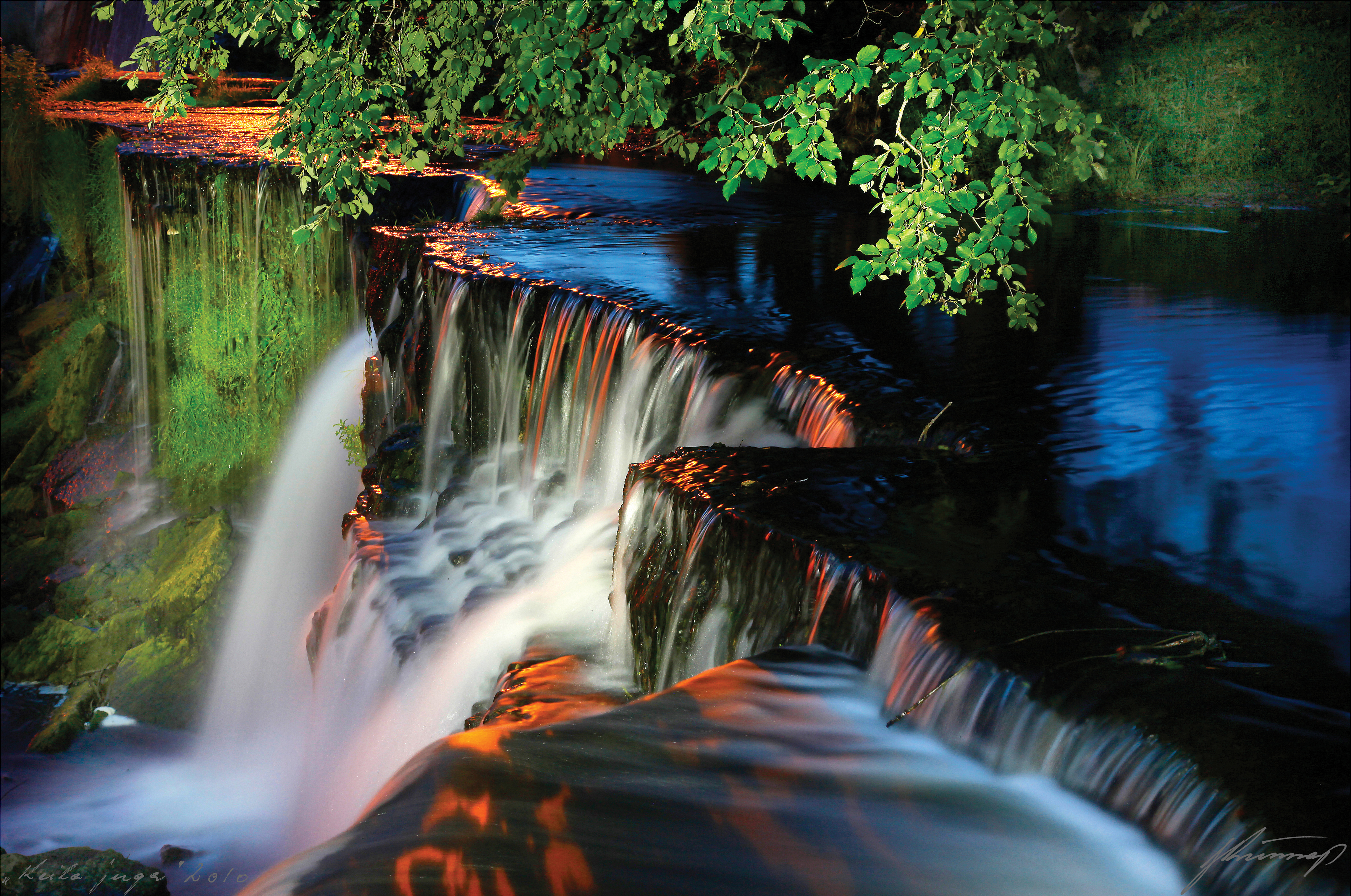
Vodopád Keila, 2007
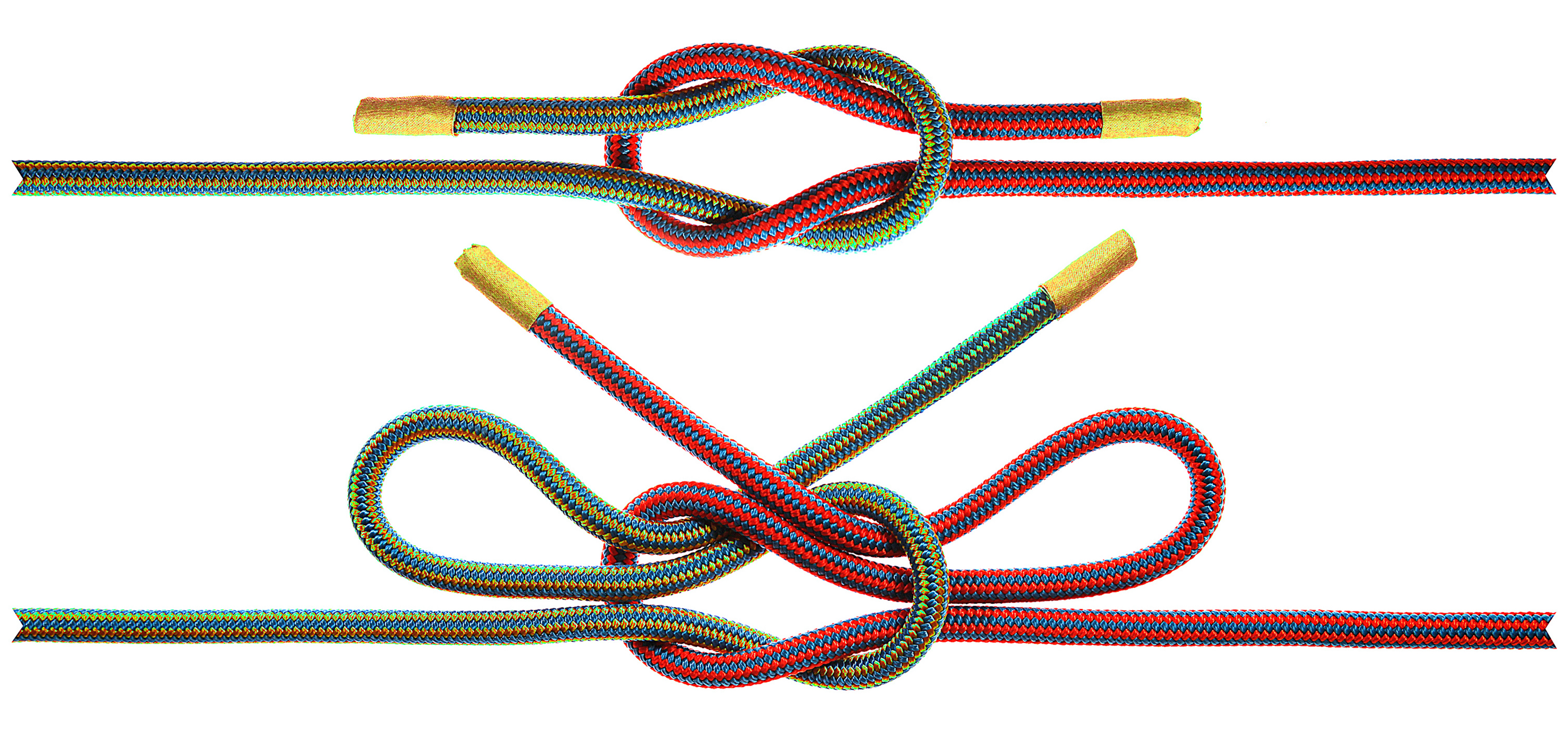
Útesový uzel, 2015

### Publikace
- Matkaspordi käsiraamat, Jaan Künnapi Alpinismiklubi, 2004. ISBN 9949104122
- Fotograafia minu elus = Photography in my life, Jaan Künnapi Alpinismiklubi, 2013. ISBN 9789949309030
- Sõlmed ja pleisid, 2016. ISBN 9789949388738